# ويلي كان
ويلي كان (بالصينية: 簡慧榆) هي فارسة صينية، ولدت في 17 يونيو 1978، وتوفيت في 21 مارس 1999.